# Alberobello
Alberobello (tiếng Ý: [ˌalberoˈbɛllo]; nghĩa là "cây đẹp"; Barese: Aiarubbédde) là một thị trấn nhỏ và đô thị của Bari, thuộc vùng Puglia, Ý. Nó có dân số khoảng 10.735 người, và nổi tiếng với các nhà lều đá khô gọi là Trullo. Các Trullo của Alberobello đã được UNESCO công nhận là Di sản thế giới kể từ năm 1996.

## Lịch sử
Vùng đất phong hầu nhỏ này dưới quyền kiểm soát của gia tộc Acquaviva, các bá tước Conversano. Các bá tước này cho phép các tá điền dựng các nhà cư trú bằng đá khô mà không sử dụng vôi vữa, để có thể tháo gỡ nhanh khi có sự thanh tra của nhà vua. Vì Ferdinand I của Aragon trong chỉ dụ Prammatica de Baronibus đã yêu cầu các nhà ở cố định phải nộp thuế. Alberobello được xây dựng trên các đường phố của dòng sông cổ Cana
Năm 1797, một nhóm người can đảm ở Alberobello, chán ngấy tình trạng bấp bênh này, đã tới Taranto để xin vua Ferdinand IV giúp đỡ. Ferdinand IV đã tiếp họ và hứa sẽ giúp. Ngày 27 tháng 5 năm 1797, Ferdinad IV ra một sắc lệnh miễn thuế cho làng này. Các nhà làm bằng đá gọi là trullo được lợp bằng các tấm đá vôi dẹp, với các mái nhà hình nón đã làm cho khu đô thị này nổi tiếng độc đáo và ngày nay khiến cho thế giới khâm phục.

## Các Trullo
Alberobello có nét đặc thù về các ngôi nhà 
- thường là hình tròn
- làm bằng đá vôi vùng Puglia
- xây dựng không có vữa (kỹ thuật từ thời tiền sử)
- mái hình vòm hoặc hình nón, lợp bằng các tấm đá vôi dẹp lượm ở các cánh đồng lân cận.[5]

Các nhà này gọi là trullo (số nhiều là trulli).
Có khoảng 1 500 trullo tại hai khu phố Monti và Aia Piccola ở Alberobello. Nhà trullo lâu đời nhất được dựng năm 1559 theo chữ viết phía trên cổng nhà. Cả hai khu này đều nằm trong danh sách Di sản thế giới của UNESCO. 